# Diana Gandega
Pour les articles homonymes, voir Gandéga.
Diana Gandega est une joueuse franco-sénégalo-malienne de basket-ball née le 2 juin 1983 à Paris.

## Biographie
Cinquième d'une fratrie de six frères et sœurs, elle grandit dans le 18e arrondissement de Paris et découvre le basket-ball sur les terrains de la porte de Clignancourt.
De mère sénégalaise et de père malien, elle débute et se fait connaitre dans les tournois de streetball. Membre de l'équipe nationale malienne, elle dispute les Jeux olympiques d'été de 2008 (15 points en 5 rencontres dont 8 points lors de la défaite de 4 points face à la Nouvelle-Zélande) et le Mondial 2010.
Sa petite sœur Touty Gandega est basketteuse professionnelle en France. Formée à Aubervilliers, Diana gravit les échelons jusqu'à la Nationale 2. À 22 ans, bac +5 en marketing et communication en poche, elle rejoint Chalon-sur-Saône (N2) puis Strasbourg (N1) « Je suis d'un milieu sénégalais-malien, j'ai dû avoir mon diplôme de marketing-publicité pour quitter la maison... » avant de s'installer à Franconville. En juin 2013, elle rejoint L'Entente Le Chesnay Versailles 78 Basket qui accède à la N1.
Elle fait partie du club des Champions de la Paix de Peace and Sport avec plus de cent athlètes de haut niveau engagés en faveur du mouvement de la paix par le sport.
Mère d'un enfant depuis 2016, elle joue par la suite en amateur pour Franconville (NF2) et travaille au sein des services du Comité départemental de basket du Val-d'Oise en tant que Manager Générale.

## Palmarès
- 1998 : Championne Ile de France UNSS.

- 2000 : Participation au Nike Camp, qualification second tour, équipe vainqueur de la catégorie All Star, meilleur 15 du tournoi.

- 2003 : Nike Battleground : Qualifiée parmi les 16 meilleurs joueurs « jeunes » à faire le Camp Tony Parker à la Défense. Première apparition dans un DVD Street.

- 2004 : MVP du camp de basket « AMW Camp » à Londres.

- 2004 : 17ème place sur les 500 participants du Nike Battleground à Coubertin.

- 2005 : Vainqueur de la Session Parisienne du Bouygues Télécom NBA Challenge.

- 2006 : Montée en N2. En quart de finale  36 pts et 40 pts en demi-finale.

- 2007 : Equipe de France AND1 Mixtape à Bercy.
- 2008 : JO de Pékin

- 2010 : Championnats du monde en République Tchèque

- Médaille d'argent au championnat d'Afrique 2009

- Médaille de bronze au championnat d'Afrique 2011

- Médaille d'or des Jeux africains de 2015

- 2015 :  Vice championne d'Europe avec l'Equipe de France NBA 3X - London
- 2022 :  Championne d'Ile de France Pré-Nationale, montée en NF3 avec Sarcelles
- 2023 :  Championne d’Allemagne - 3x3 Germany Tour
- 2024 :  Championne 3x3 du Val d'Oise